# أنتوني بوكانان
أنتوني بوكانان (بالإنجليزية: Anthony Buchanan)‏ هو لاعب اتحاد الرغبي بريطاني، ولد في 30 يونيو 1955 في Ystradgynlais ‏ في المملكة المتحدة.

## وصلات خارجية
- أنتوني بوكانان عل موقع إسبنسكروم (الإنجليزية)